# Karim Belkhadra
Karim Belkhadra est un acteur franco-algérien, né le 4 décembre 1963 à Aubervilliers en France.
Il est notamment connu pour avoir interprété le rôle du flic de banlieue, Samir dans le film La Haine en 1995.

## Biographie
Il débute au théâtre avec la troupe ABC dirigée par Catherine Boscowitz, avec laquelle il fait  plusieurs créations collectives. Il participe aussi à des matchs d'improvisations entre la France et le Canada. Par la suite il prend des cours d'art dramatique avec Tsilla Chelton.
Il commence sa carrière aux côtés de Vincent Cassel, Saïd Taghmaoui et Hubert Koundé dans La Haine de Mathieu Kassovitz. Il tourne toujours sous la direction de Mathieu Kassovitz, dans Assassin(s) et Les Rivières Pourpres aux côtés de Jean Reno et Vincent Cassel.
En 2019, il joue le rôle d'un malfrat dans le film Jusqu'ici tout va bien de Mohamed Hamidi.
En 2020, il est le président du Festival du film arabe de Fameck.

## Filmographie

### Cinéma
- 1991 : La Valse des pigeons de Michaël Perrotta
- 1995 : La Haine de Mathieu Kassovitz : Samir
- 1997 : Assassin(s) de Mathieu Kassovitz : Surveillant
- 1997 : L'Annonce faite à Marius de Harmel Sbraire : le chef
- 1998 : Les Corps ouverts de Sébastien Lifshitz : l'épicier
- 2000 : Les Rivières Pourpres de Mathieu Kassovitz : le capitaine Dahmane
- 2000 : Origine contrôlée de Ahmed Bouchaala et Zakia Bouchaala : Zoubida
- 2001 : Room to Rent de Khaled El Hagar : Ahmed
- 2004 : Avant l'Oubli de Joseph Rapp
- 2005 : Virgil de Mabrouk El Mechri : Sid
- 2005 : Il était une fois dans l'Oued de Djamel Bensalah : Malik
- 2006 : Beur blanc rouge de Mahmoud Zemmouri : Mouloud
- 2008 : JCVD de Mabrouk El Mechri : le vigile
- 2009 : Neuilly sa mère ! : le forain
- 2009 : La Loi de Murphy de Christophe Campos : Nino Ortega
- 2010 : L'Italien d'Olivier Baroux : Iman Abdel
- 2010 : Beur sur la ville de Djamel Bensalah : Darty
- 2011 : 216 mois de Valentin et Frédéric Potier
- 2012 : Bienvenue aux Acteurs Anonymes de Mathias Gomis : l'animateur
- 2014 : Qu'Allah bénisse la France de Abd Al Malik : l'imam
- 2014 : Ghetto Tube de Saïd Belktibia
- 2016 : Le Gang des Antillais de Jean-Claude Barny : Ahmed
- 2019 : Jusqu'ici tout va bien de Mohamed Hamidi : Bibiche
- 2019 : Les Hommes de Namsan  de Woo Min-ho
- 2021 : Kung Fu Zohra  de Mabrouk El Mechri : employé mairie
- 2022 : Menteur d'Olivier Baroux : Salim
- 2023 : AKA de Morgan S. Dalibert : l'égyptien

### Télévision
- 2022 : Meurtres à Font-Romeu de Marion Lallier
- 2022 : Le Saut du diable 2 : le Sentier des loups de Julien Seri : le général Brunet
- 2019 : Engrenages Saison 8 de Nicolas Guicheteau et Frédéric Jardin
- 2018 : Nox de Mabrouk El Mechri
- 2014 : Léo Matteï, Brigade des mineurs de Alexis David
- 2013 : Le juge est une femme : Akim Isker
- 2011 : Mes amis, mes amours, mes emmerdes..., de Jérôme Navarro
- 2010 : Un lieu incertain, de  Josée Dayan : « Noel »
- 2009 : Maison close, de Mabrouk El Mechri
- 2009 : Les dernières heures du mur, de  Jean-François Lassus
- 2009 : Julie Lescaut, « Contre la montre », de Jérome Navarro: Éric
- 2007 : Ali Baba et les 40 voleurs, de Pierre Aknine
- 2007 : Sur le Fil, de Frédéric Berthe
- 2005 : Jusqu'au bout, de Maurice Failevic
- 2004 : Madame le Proviseur, de Philippe Bérenger
- 2002 : Petit Homme, de Laurent Jaoui
- 2001 : Commissaire Moulin, « Le petit Homme », de Paul Andréota et Claude Boissol
- 2001 : Avocats et Associés, de  Valérie Guignabodet et Alain Krief
- 2000 : Route de nuit de Laurent Dussaux